# Злобін Валерій Пилипович
Валерій Пилипович Злобін (нар. 29 квітня 1929 — 6 серпня 1991) — генеральний директор виробничого об'єднання «Киїтрактородеталь» у 1962–1991 роках, лауреат Державної премії УРСР в галузі науки і техніки (за 1979 рік), заслужений машинобудівник УРСР, Герой Соціалістичної Праці (11.09.1985). Депутат Верховної Ради УРСР 9—11-го скликань (1975–1990 роки).

Могила Валерія Злобіна

## Життєпис
У 1952 році закінчив Київський політехнічний інститут.
У 1952—1953 роках — інженер-технолог Харківського заводу транспортного машинобудування імені Малишева.
У 1953—1956 роках — головний інженер Лозово-Ярської машинно-тракторної станції (МТС) Київської області.
Член КПРС з 1958 року.
У 1956—1962 роках — старший інженер-технолог, начальник цеху, головний інженер Київського заводу імені Лепсе.
У 1962—1972 роках — директор Київського заводу імені Лепсе. У 1972—1991 роках — генеральний директор виробничого об'єднання по гільзах циліндрів «Киїтрактородеталь».
Жив в Києві по вулиці Енгельса (нині Лютеранська), 26, квартира 35. Помер на початку серпня 1991 року. Похований в Києві на Байковому кладовищі. На адміністративній будівлі заводу імені Лепсе на бульварі Вацлава Гавела, 15, йому встановлена чавунна меморіальна дошка.

## Нагороди
- Герой Соціалістичної Праці (11.09.1985)
- орден Леніна (11.09.1985)
- орден Жовтневої Революції (10.03.1981)
- два ордени Трудового Червоного Прапора (5.04.1971, 16.03.1976)
- орден «Знак Пошани» (5.08.1966)
- медалі
- Почесна грамота Президії Верховної Ради Української РСР (1976)
- Лауреат Державної премії України в галузі науки і техніки (1979) — за розробку та промислове освоєння принципово нових магнітодинамічних насосів-дозаторів для автоматичної заливки чавуну в ливарні форми, співавтори Галушка Василь Герасимович, Голубчик Георгій Ксенофонтович, Загоровський Павло Іванович, Погорський Віктор Костянтинович, Кулик Владислав Володимирович, Поліщук Віталій Петрович, Цин Марк Рахмільович
- Заслужений машинобудівник Української РСР